# Keeler (Californië)

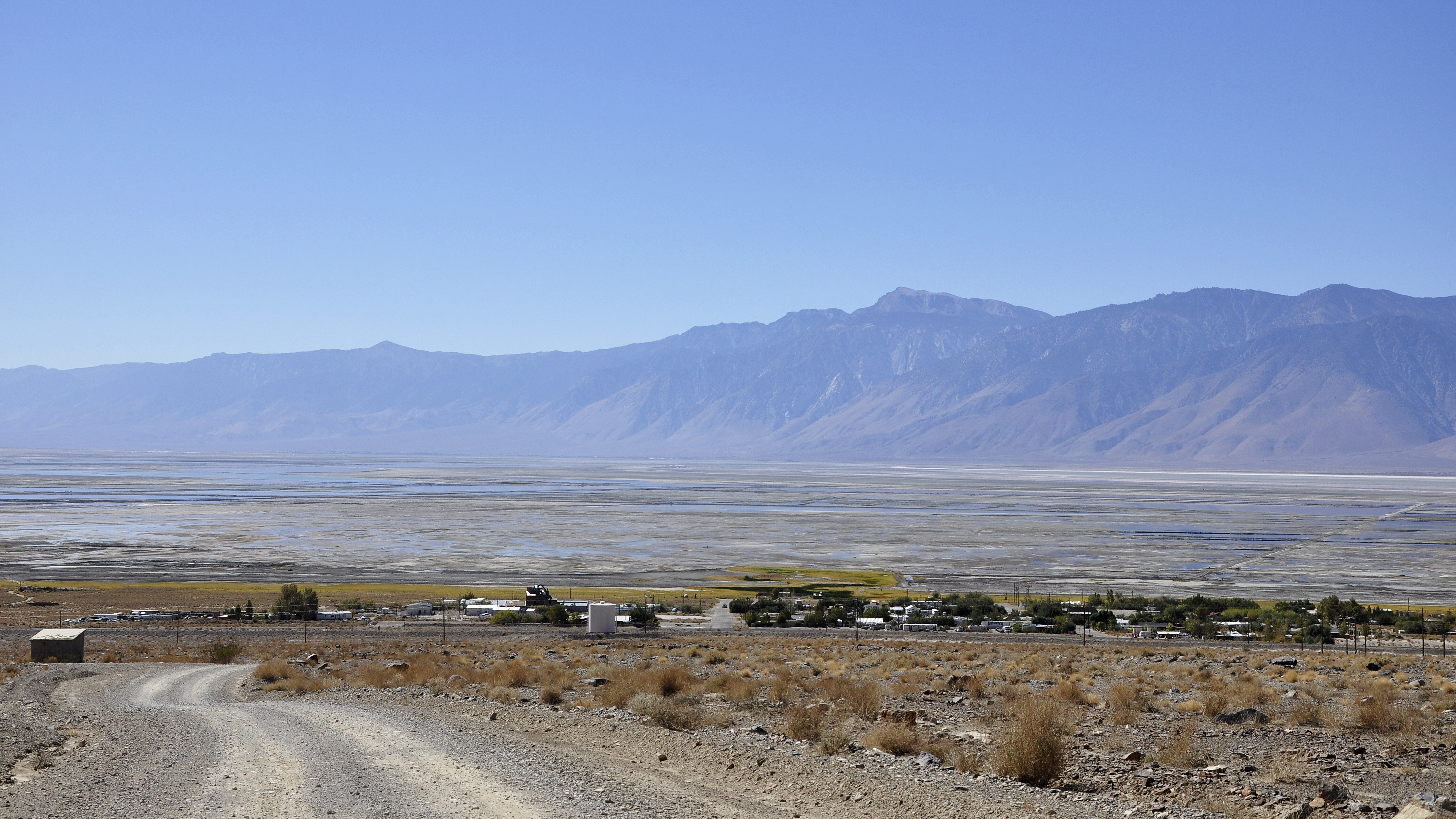
Keeler en Owens Lake

Keeler is een plaats (census-designated place) in de Amerikaanse staat Californië, en valt bestuurlijk gezien onder Inyo County. Keeler ligt in Owens Valley.

## Demografie
Bij de volkstelling in 2000 werd het aantal inwoners vastgesteld op 66.

## Geografie
Volgens het United States Census Bureau beslaat de plaats een oppervlakte van
3,1 km², geheel bestaande uit land. Keeler ligt op ongeveer 1098 m boven zeeniveau.

## Plaatsen in de nabije omgeving
De onderstaande figuur toont nabijgelegen plaatsen in een straal van 48 km rond Keeler.